# Anaa (comuna asociada)
Anaa es una comuna asociada de la comuna francesa de Anaa  que está situada en la subdivisión de Islas Tuamotu-Gambier, de la colectividad de ultramar de Polinesia Francesa.

## Demografía
| Gráfica de evolución demográfica de Anaa entre 1977 y 2012 |
|                                                            |

Fuente: Insee